# ان‌جی‌سی ۱۵۱۲
ان‌جی‌سی ۱۵۱۲ (انگلیسی: NGC 1512) نام یک کهکشان مارپیچی میله‌ای در صورت فلکی ساعت است. این کهکشان حدود ۳۸ میلیون سال نوری از زمین فاصله دارد.
قسمت های پر نور کهکشان ( به خصوص حلقه بیرونی کهکشان که به دور مرکز میگردد ) که به وضوح در مناطق غبارآلود و پاک کهکشان قابل مشاهده است نشان میدهند خوشه های ستاره ای تازه متولد شده بسیاری در این مناطق وجود دارند. خوشه های منطقه پاک به آسانی در نور ماوراء بنفش و مرئی دیده می شوند و به صورت توده های آبی روشن در تصویر ظاهر می شوند. با این حال، خوشه های منطقه غبارآلود تنها با درخشش ابرهای گازی که در آنها پنهان شده اند، آشکار می شوند. این درخشش را می‌توان به‌عنوان نور قرمزی مشاهده کرد که در خطوط تاریک و غبارآلود حلقه نفوذ می‌کند.

## حلقه ستاره‌فشان

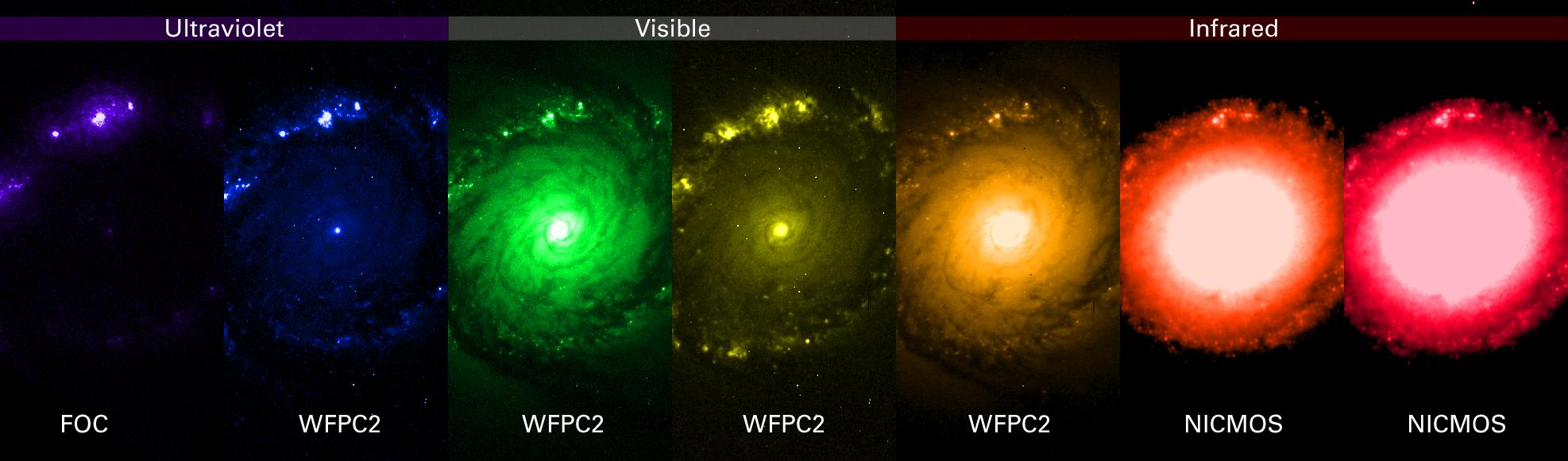
هفت نمای طیفی متفاوت از هسته و حلقه کهکشان ان جی سی ۱۵۱۲ که با سه دوربین تلسکوپ فضایی هابل یعنی دوربین WFPC2 دوربین FOC و دوربین NICMOS تصویربرداری شده اند.

تصویری تمام رنگی که در صفحه قرار دارد ترکیب رنگی از هفت تصویر گرفته شده از ان جی سی ۱۵۱۲ میباشد که با سه دوربین مختلف تلسکوپ فضایی هابل ( دوربین میدان وسیع و سیاره ای - دوربین اجرام کم نور - دوربین فروسرخ نزدیک و طیف سنج چند جرمی ) تصویربرداری شده است.

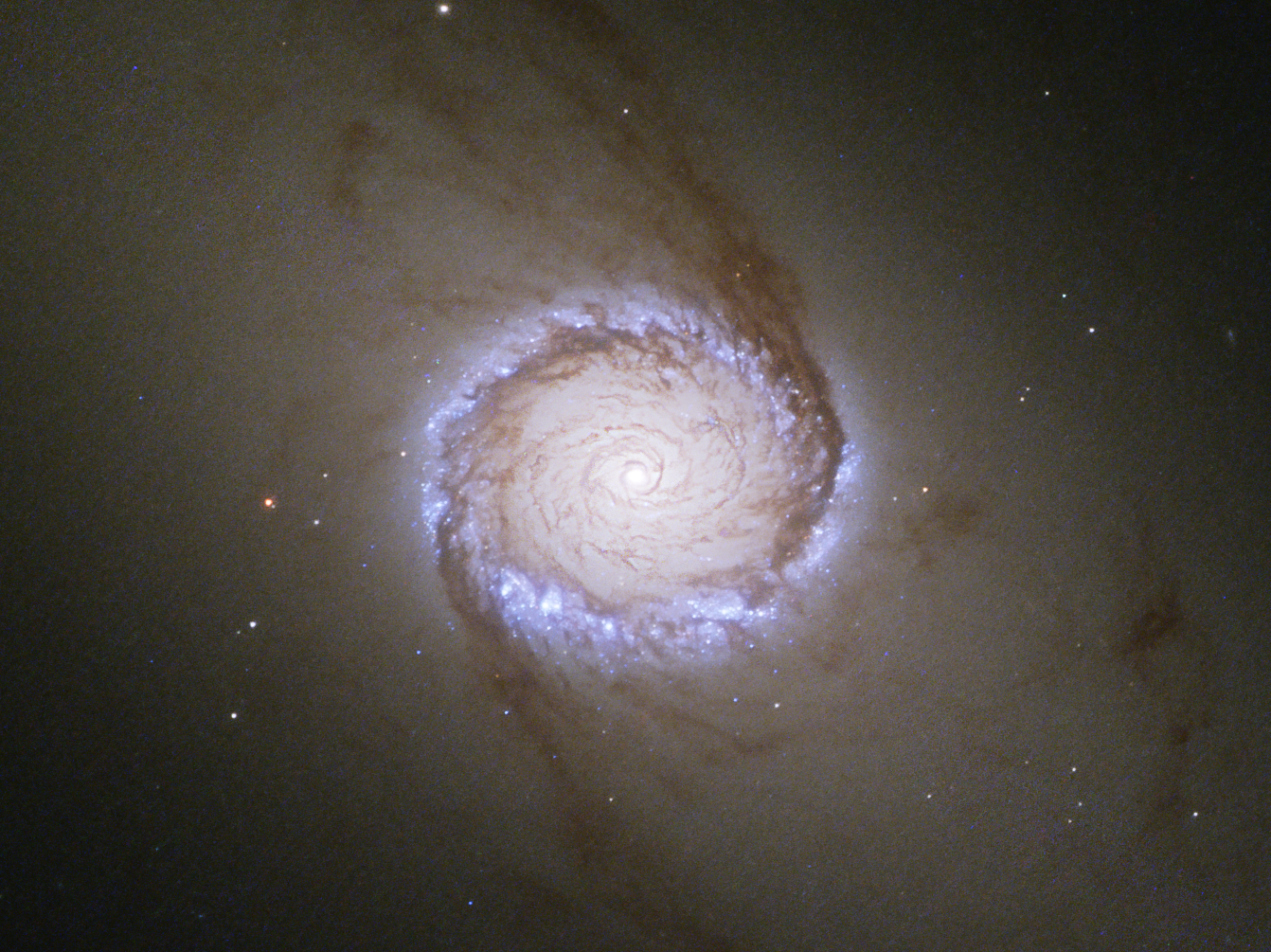
نمای بزرگ شده از ناحیه هسته کهکشان ان جی سی ۱۵۱۲ که حلقه ستاره فشان این کهکشان را به خوبی به تصویر میکشد.

این کهکشان با وسعت ۷۰ هزار سال نوری که دارد آنقدر درخشان است که با تلسکوپ های آماتور نیز قابل مشاهده میباشد.  دلیل این درخشانی وجود نواحی ستاره‌فشان حلقوی به دور هسته این کهکشان است که درازای آن به ۲۴۰۰ سال نوری میرسد و هسته این کهکشان را تبدیل به یک هسته منحصر به فرد میکند. 
این نواحی ستاره‌فشان که مناطق ستاره ساز کهکشان هستند همگی خوشه های ستاره ای نوزاد میباشند که به آن قرص پیراهسته ای ستاره‌فشان میگویند. حلقه های ستاره‌فشان ستاره ساز در جهان رایج هستند. چنین حلقه‌هایی در کهکشان‌های مارپیچی میله‌ای ممکن است در واقع پرتعدادترین دسته از مناطق ستارگان مجاور را تشکیل دهند.

## تحقیقات در رابطه با مناطق ستاره فشان به واسطه ان جی سی ۱۵۱۲
تیمی از ستاره شناسان اسرائیلی و آمریکایی با بهره گیری ازتلسوپ فضایی هابل و همچنین پوشش منحصر به فرد طول موج آن، یکی از وسیع ترین و دقیق ترین مطالعاتی را که تا به حال در مورد چنین مناطق ستاره ساز وجود داشته است، انجام دادند. دن مائوز، که سرپرستی این همکاری را بر عهده داشت، می‌گوید :
به نظر می‌رسد تاریکی خوشه‌ها پدیده‌ای روشن و خاموش باشد. این خوشه ها یا به طور کامل پنهان هستند، یا در ابرهای تولدشان غوطه ور شده اند یا تقریباً به طور کامل در معرض دید هستند.
همچنین دانشمندان بر این باورند که بادهای ستاره ای و تشعشعات قدرتمند ستارگان درخشان و تازه متولد شده، ابر غبار اولیه مادرزادی کهکشان را در یک فرآیند "پاکسازی" سریع و کارآمد از بین برده اند.

همچنین آرون بارت، یکی از محققین این تیم، می‌افزاید :
این قابل توجه است که چقدر ویژگی‌های این نواحی ستاره‌فشان شبیه به سایر نواحی در نزدیکی است که با هابل مورد مطالعه قرار گرفته‌اند. این شباهت به اخترشناسان این امید را می‌دهد که با درک فرآیندهایی که در کهکشان‌های مجاور اتفاق می‌افتند، بتوانند مشاهدات کهکشان‌های ستاره‌فشان بسیار دور و کم نور را تفسیر کنند. چنین کهکشان های دوردست اولین نسل از ستارگان را تشکیل دادند، زمانی که جهان کسری از سن کنونی خود بود.

## برهم کنش گرانشی باان جی سی ۱۵۱۰

ان جی سی ۱۵۰۱۰ (راست) و ان جی سی ۱۵۱۲ (چپ) که در طی فرایند برهم کنش و ادغام کهکشانی قرار دارند

نیروهای جزر و مدی و گرانشی ان جی سی ۱۵۱۲ بر کهکشان عدسی شکل کوتوله ان جی سی ۱۵۱۰ تأثیر می‌گذارند. این دو کهکشان تنها حدود ۵ دقیقه قوس یا ۱۳.۸ کیلو پارسک از هم دیگر فاصله دارند و در حال ادغام شدن هستند که تاکنون 400 میلیون سال ادامه داشته است. در پایان این فرآیند کهکشان کوتوله توسط ان جی سی ۱۵۱۲ بلعیده خواهد شد.
برهم کنش بین این دو کهکشان فعالیت ستاره‌زایی را در حومه دیسک ایجاد کرده و اعوجاج جزر و مدی را در بازوهای ان جی سی ۱۵۱۲ افزایش داده است. به نظر می رسد این برهم کنش در نواحی شمال غربی کهکشان به دلیل گسترده شدن بازوی H I و گسترش خوشه های ستاره ای غنی از طیف فرابنفش UV در این منطقه رخ می دهد.

## رصد مجدد با تلسکوپ فضایی وب

نمایی از ان جی سی ۱۵۱۲ که توسط تلسکوپ فضایی وب در سال ۲۰۲۴ میلادی ثبت شده

تصویری که مشاهده میکنید بر خلاف تصویرهای ثبت شده از تلسکوپ فضایی هابل به رنگ قرمز میباشد. دلیل این امر این است که تلسکوپ فضایی وب رصد هایش را در نور نزدیک و میانه فروسرخ انجام میدهد در صورتی که هابل با نور طیف مرئی و فرابنفش تصویربرداری میکند.
گرد و غبار نور ماوراء بنفش و مرئی را جذب می کند و سپس دوباره آن را در طیف فروسرخ ساطع می کند ( انرژی امواج با گذر کردن از گرد و غبار کاهش میابد ). در تصاویر وب، غباری را می بینیم که در نور فروسرخ می درخشد. در تصاویر هابل، مناطق تاریک جایی است که نور ستاره ها توسط غبار جذب می شود. در تصاویر فروسرخ با وضوح بالا وب، گاز و گرد و غبار در سایه های روشن نارنجی و قرمز خودنمایی می کنند و اشکال مارپیچی ظریف تری را با ظاهر لبه های ناهموار نشان می دهند.
پراش قرمز روشن در هسته کهکشان میتواند نمایانگر یک سیاهچاله پرجرم فعال باشد، همانطور که در کهکشان ان جی سی ۷۴۹۶ دیده می شود. با این حال، همه پراش های نور بزرگ در هسته کهکشان ها توسط سیاهچاله ها ایجاد نمی شوند. گاهی اوقات، زمانی ظاهر می‌شوند که مجموعه‌ای از خوشه‌های ستاره‌ای بسیار درخشان در مرکز کهکشان قرار داشته باشند. در تصاویر هابل، هسته‌های کهکشان‌ها آنقدر درخشان نیستند، بنابراین این پراش های نوری وجود ندارند. پراش های نور این چنینی فقط زمانی ظاهر می شوند که منبع بسیار روشن و فشرده باشد.
تصویر وب شامل کهکشان های دوردستی است که به خوبی در پشت کهکشان قرار دارند. به دنبال دیسک‌های آبی و صورتی روشن باشید که برخی از آن‌ها به صورت لبه‌ای  یا مانند صفحه‌ای با یک کره مرکزی دیده می‌شوند. آن ها کهکشان های قرمزتر دورتر هستند.